# 彼得·布莱克 (运动员)
彼得·布莱克爵士（英語：Sir Peter Blake，1948年10月1日—2001年12月6日），新西兰帆船运动员，他保持的世界不停泊帆船环球航行纪录至今无人能破。作为运动员两次率领紐西蘭帆船队获得美洲杯帆船赛冠军。他于2001年在巴西被海盜槍殺身亡。2002年獲追授奥林匹克最高荣誉勋章。